# Санта-Мария-ду-Токантинс

Санта-Мария-ду-Токантинс на карте штата.

Санта-Мария-ду-Токантинс (порт. Santa Maria do Tocantins) — муниципалитет в Бразилии, входит в штат Токантинс. Составная часть мезорегиона Восточный Токантинс. Входит в экономико-статистический микрорегион Порту-Насиунал. Население составляет  2 894 человека на 2010 год. Занимает площадь 1 410,457 км². Плотность населения — 2,05 чел./км².

## Демография
Согласно сведениям, собранным в ходе переписи 2010 г. Национальным институтом географии и статистики (IBGE), население муниципалитета составляет:
| Полное население                               | Полное население                               | Полное население                               | Полное население                               | 2 894 |
| ---------------------------------------------- | ---------------------------------------------- | ---------------------------------------------- | ---------------------------------------------- | ----- |
| в том числе:                                   | Городское население                            | 1 725                                          | Процент городского населения, %                | 59,61 |
|                                                | Сельское население                             | 1 169                                          | Процент сельского населения, %                 | 40,39 |
|                                                | Мужское население                              | 1 518                                          | Процент мужского населения, %                  | 52,45 |
|                                                | Женское население                              | 1 376                                          | Процент женского населения, %                  | 47,55 |
| Плотность населения, чел/км²                   | Плотность населения, чел/км²                   | Плотность населения, чел/км²                   | Плотность населения, чел/км²                   | 2,05  |
| Население муниципалитета в % к населению штата | Население муниципалитета в % к населению штата | Население муниципалитета в % к населению штата | Население муниципалитета в % к населению штата | 0,21  |

По данным оценки 2016 года население муниципалитета составляет 3 252 жителя.

## Статистика
- Валовой внутренний продукт на 2003 составляет 4.544.513,00 реалов (данные: Бразильский институт географии и статистики).
- Валовой внутренний продукт на душу населения на 2003 составляет 1.930,55 реалов (данные: Бразильский институт географии и статистики).
- Индекс развития человеческого потенциала на 2000 составляет 0,616 (данные: Программа развития ООН).

## Важнейшие населенные пункты
| № | Населённый пункт         | Населённый пункт (порт.) | Категория | Население чел. (2010) | На карте                       |
| - | ------------------------ | ------------------------ | --------- | --------------------- | ------------------------------ |
| 1 | Санта-Мария-ду-Токантинс | Santa Maria do Tocantins | город     | 1 725                 | 8°46′30″ ю. ш. 47°44′52″ з. д. |
| 2 | Сикупира                 | Sicupira                 | поселок   | 110                   | 8°50′32″ ю. ш. 48°04′45″ з. д. |